# Hôtel de l'Inspection
L'Hôtel de l'Inspection est un monument historique de Guyane situé dans la ville de Cayenne.
Le site est inscrit monument historique par arrêté du 16 août 1995.